# Cordia truncatifolia
Cordia truncatifolia là loài thực vật có hoa trong họ Mồ hôi. Loài này được Bartlett mô tả khoa học đầu tiên năm 1907.